# Dưa chuột
Dưa chuột (danh pháp hai phần: Cucumis sativus), hay còn gọi là dưa leo, là một cây trồng phổ biến trong họ Cucurbitaceae). Dưa chuột là một loại rau ăn quả thương mại quan trọng, được trồng lâu đời trên thế giới và trở thành thực phẩm của nhiều nước. Những nước dẫn đầu về diện tích gieo trồng và năng suất là: Trung Quốc, Nga, Nhật Bản, Mỹ, Hà Lan, Thổ Nhĩ Kỳ, Ba Lan, Ai Cập và Tây Ban Nha.

## Mô tả
|  |

## Phân loại
- Cucumis melo var. conomon: Dưa gang, có màu xanh sọc trắng khi còn non, nhưng chuyển sang màu cam hoặc vàng khi chín và thường bị nhầm lẫn cùng loài với dưa chuột.
- Cucumis sativus var. hardwickii
- Cucumis sativus var. sativus (dưa chuột)
- Cucumis sativus var. sikkimensis (dưa chuột Nepal)

## Hình ảnh

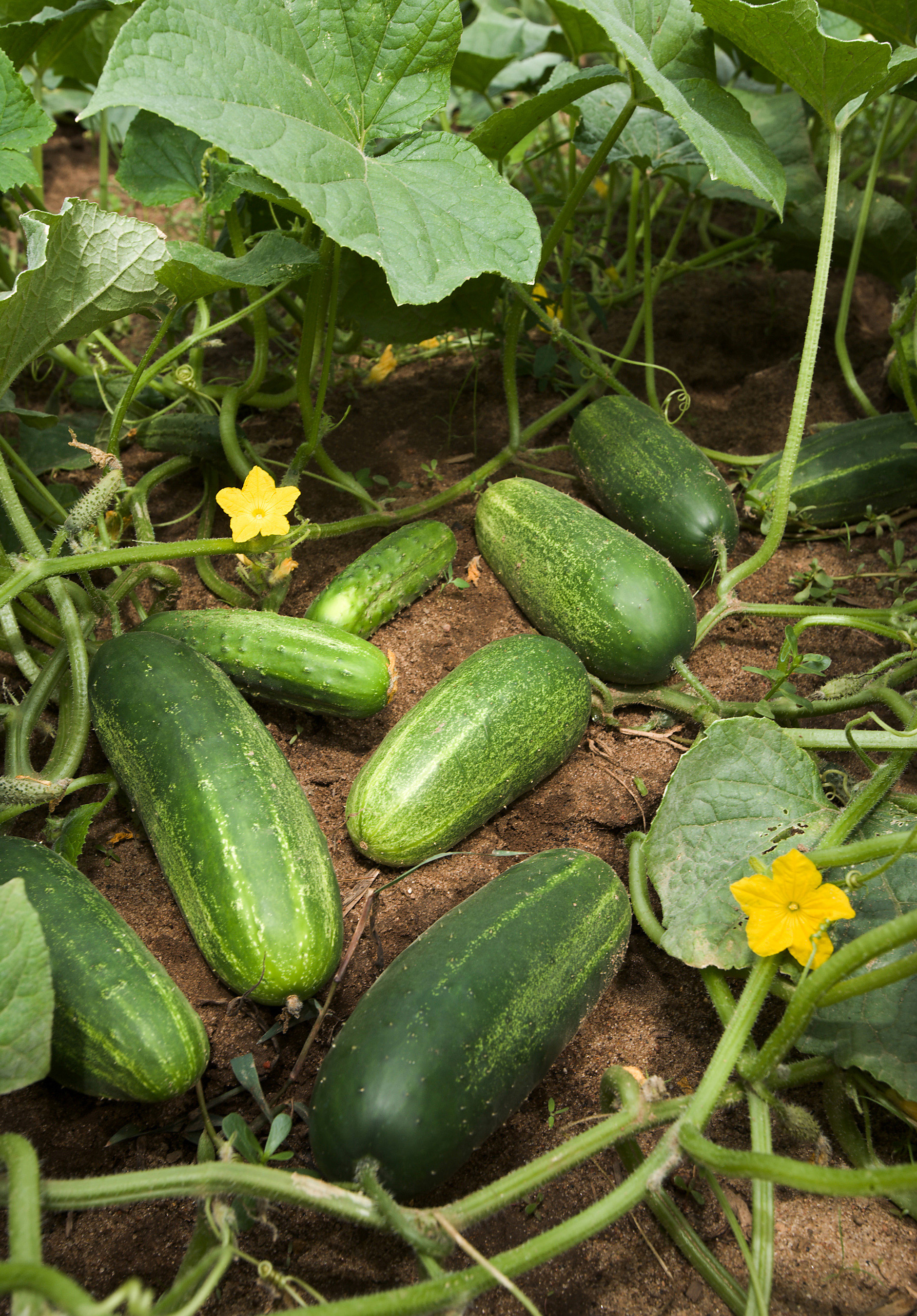
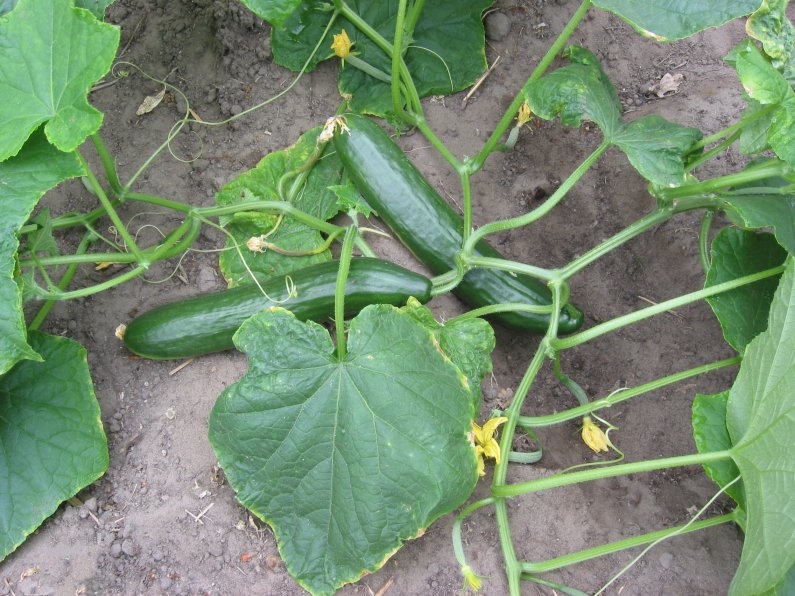
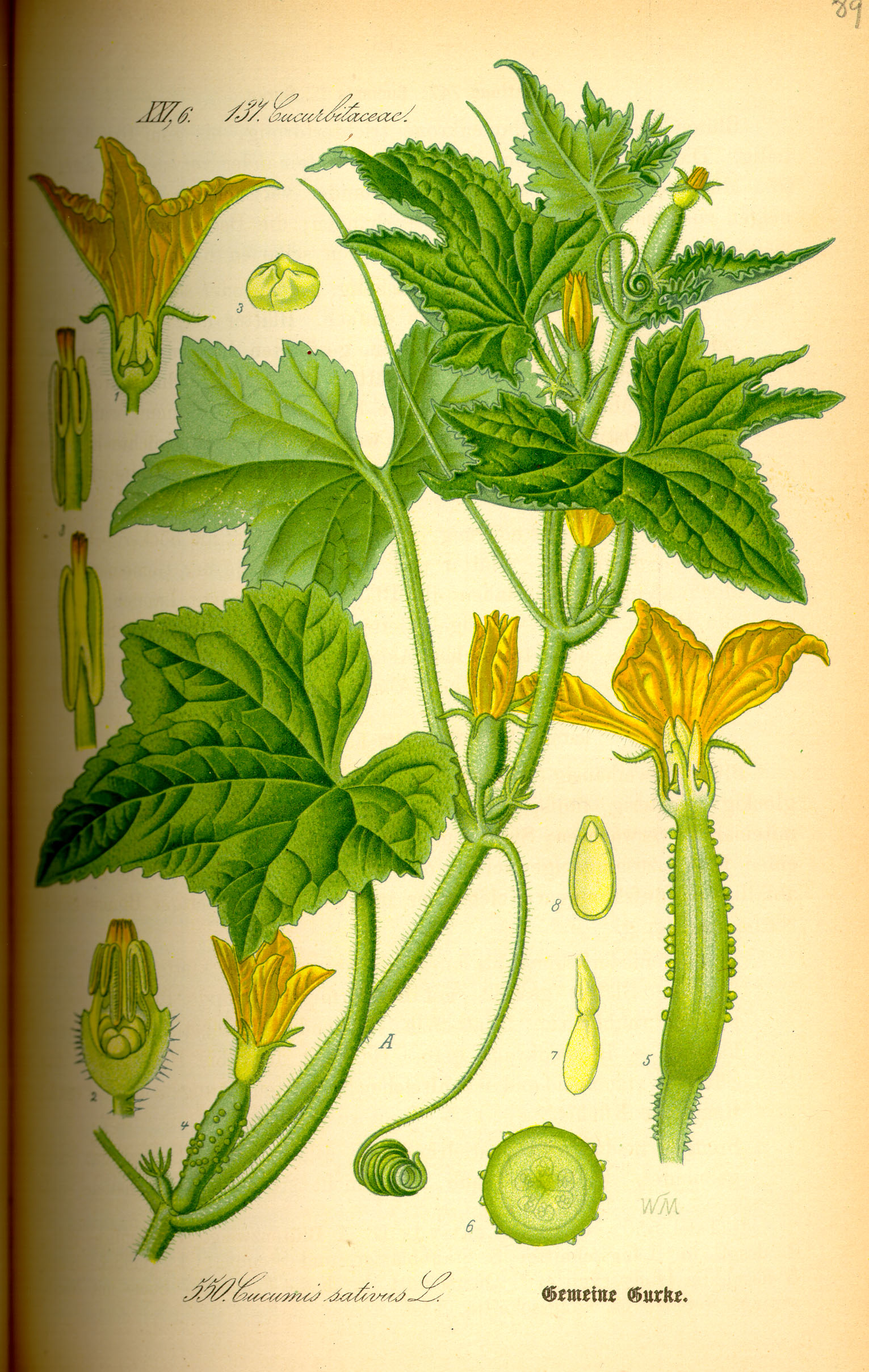
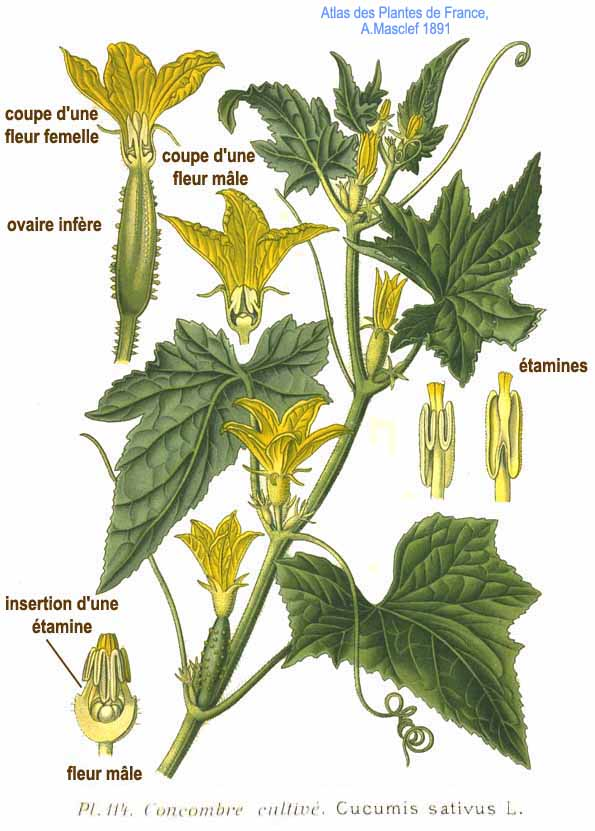